# جاكي كولتر
جاكي كولتر (بالإنجليزية: Jackie Coulter)‏ (1912 في المملكة المتحدة - 1981) هو لاعب كرة قدم بريطاني (وحمل سابقاً جنسية المملكة المتحدة لبريطانيا العظمى وأيرلندا) في مركز جناح ‏. لعب مع سوانزي سيتي ونادي إيفرتون ونادي تشستر سيتي.

## وصلات خارجية
- جاكي كولتر على موقع ناشيونال فوتبول تيمز (الإنجليزية)